# Carragozela e Várzea de Meruge
Carragozela e Várzea de Meruge (oficialmente: União das Freguesias de Carragozela e Várzea de Meruge) é uma freguesia portuguesa do município de Seia, com 10,08 km² de área e 546 habitantes (censo de 2021). A sua densidade populacional é 54,2 hab./km².

## História
Foi criada aquando da reorganização administrativa de 2012/2013, resultando da agregação das antigas freguesias de Carragozela e Várzea de Meruge.

## Demografia
A população registada nos censos foi:
| Distribuição da População por Grupos Etários | Distribuição da População por Grupos Etários | Distribuição da População por Grupos Etários | Distribuição da População por Grupos Etários | Distribuição da População por Grupos Etários | Distribuição da População por Grupos Etários |
| -------------------------------------------- | -------------------------------------------- | -------------------------------------------- | -------------------------------------------- | -------------------------------------------- | -------------------------------------------- |
| Antes da agregação                           |                                              |                                              |                                              |                                              |                                              |
| Ano                                          | 0-14 anos                                    | 15-24 anos                                   | 25-64 anos                                   | >= 65 anos                                   | Total                                        |
| 2001                                         | 89                                           | 95                                           | 353                                          | 147                                          | 684                                          |
| 2011                                         | 87                                           | 56                                           | 339                                          | 147                                          | 629                                          |
| Após a agregação                             |                                              |                                              |                                              |                                              |                                              |
| Ano                                          | 0-14 anos                                    | 15-24 anos                                   | 25-64 anos                                   | >= 65 anos                                   | Total                                        |
| 2021                                         | 65                                           | 49                                           | 267                                          | 165                                          | 546                                          |